# Urdaibaiko artadi kantauriarrak / Encinares cantábricos de Urdaibai
Urdaibaiko artadi kantauriarrak / Encinares cantábricos de Urdaibai este o arie protejată (arie specială de conservare — SAC, sit de importanță comunitară — SCI) din Spania întinsă pe o suprafață de 1.582,81 ha, integral pe uscat.

## Localizare
Centrul sitului Urdaibaiko artadi kantauriarrak / Encinares cantábricos de Urdaibai este situat la coordonatele 43°22′54″N 2°39′44″W / 43.3816°N 2.6621°V.

## Înființare
Situl Urdaibaiko artadi kantauriarrak / Encinares cantábricos de Urdaibai a fost declarat sit de importanță comunitară în decembrie 1997 pentru a proteja 27 de specii de animale. Situl a fost protejat și ca arie specială de conservare în iunie 2013.

## Biodiversitate
Situată în ecoregiunea atlantică, aria protejată conține 12 habitate naturale: Fânețe de joasă altitudine (Alopecurus pratensis, Sanguisorba officinalis), Pajiști uscate seminaturale și facies de acoperire cu tufișuri pe substraturi calcaroase (Festuco-Brometalia) (* situri importante pentru orhidee), Peșteri inaccesibile publicului, Păduri de Quercus ilex și Quercus rotundifolia, Faleze cu vegetație de pe coastele atlantice și baltice, Lande oro-mediteraneene cu formațiuni endemice de grozamă, Matorral arborescenți cu Laurus nobilis, Pajiști uscate atlantice de coastă cu Erica vagans, Păduri aluvionare cu Alnus glutinosa și Fraxinus excelsior (Alno-Padion, Alnion incanae, Salicion albae), Recifuri, Pajiști uscate europene, Pante stâncoase calcaroase cu vegetație casmofită.
La baza desemnării sitului se află mai multe specii protejate:
- păsări (17): uliu porumbar (Accipiter gentilis), caprimulg (Caprimulgus europaeus), șerpar (Circaetus gallicus), porumbel gulerat (Columba palumbus), șoimul rândunelelor (Falco subbuteo), muscar negru (Ficedula hypoleuca), capîntortură (Jynx torquilla), gaia roșie (Milvus milvus), muscar sur (Muscicapa striata), ciuf-pitic (Otus scops), viespar (Pernis apivorus), sitar de pădure (Scolopax rusticola), turturică (Streptopelia turtur), silvie de tufiș (Sylvia undata), sturzul viilor (Turdus iliacus), sturz (Turdus pilaris), pupăză (Upupa epops)
- mamifere (6): liliac cârn (Barbastella barbastellus), liliac cu aripi lungi (Miniopterus schreibersii), liliac cărămiziu (Myotis emarginatus), liliacul mediteranean cu potcoavă (Rhinolophus euryale), liliacul mare cu potcoavă (Rhinolophus ferrumequinum), liliacul mic cu potcoavă (Rhinolophus hipposideros)
- nevertebrate (4): croitorul mare al stejarului (Cerambyx cerdo), Elona quimperiana, fluturele auriu (Euphydryas aurinia), rădașcă (Lucanus cervus)

Pe lângă speciile protejate, pe teritoriul sitului au mai fost identificate 4 specii de păsări, 5 specii de mamifere, 1 specie de reptile.